# Reial Monestir de Santa Maria de Poblet
|  | «Poblet» redirigeix aquí. Vegeu-ne altres significats a «Poblet (desambiguació)». |

El Reial Monestir de Santa Maria de Poblet és un monestir de l'orde del Cister fundat l'any 1150. Està situat al peu de les muntanyes de Prades, a la comarca de la Conca de Barberà. Poblet constitueix un impressionant conjunt arquitectònic i es pot comptar entre els conjunts monàstics més importants d'Europa. N'és, de fet, el conjunt monàstic habitat més gran del continent europeu. Des de l'Edat Mitjana, és un important referent simbòlic dels països de l'antiga Corona d'Aragó.
Pertany civilment al terme municipal de Vimbodí i Poblet i eclesiàsticament, a la parròquia de Sant Miquel de l'Espluga de Francolí (de l'Arxidiòcesi de Tarragona), ambdues poblacions pròximes a la vila de Montblanc, amb vincles molt estrets amb el monestir.
Des del regnat de Pere el Cerimoniós, i durant els segles xiv i xv, va esdevenir el panteó reial dels sobirans de la Corona d'Aragó, tot i que també acull les tombes d'alguns monarques anteriors, d'altres individus de la família reial i de diferents llinatges nobiliaris.
El 1921, després de la visita del rei Alfons XIII, va ser declarat Monument Nacional pel Govern Espanyol. El 1991 va ser declarat Patrimoni de la Humanitat per la UNESCO.
El 2005 va rebre la Creu de Sant Jordi, de la Generalitat de Catalunya, «per l'important paper que ha tingut en la història de Catalunya a partir del segle xii, quan, amb la implantació de l'Orde del Cister, es va configurar com un dels actius espirituals de la Corona d'Aragó, de les tombes reials de la qual el monestir és la seu principal. Declarat aquest cenobi Patrimoni de la Humanitat per la UNESCO, l'adscripció a la Ruta del Cister constitueix avui un dels referents del turisme cultural».

## Història
La història del monestir de Poblet ha estat estretament vinculada a la de la resta de Catalunya.

### Fundació i engrandiment

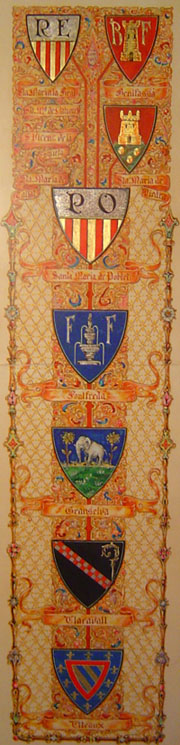
Genealogia del Reial Monestir de Santa Maria de Poblet

El Reial Monestir de Poblet va ser fundat el 18 d'agost de 1150, quan Ramon Berenguer IV, comte de Barcelona, un cop enllestida la conquesta de Lleida als sarraïns, va donar a l'abadia de Fontfreda unes terres de la Conca de Barberà, perquè hi establissin un monestir cistercenc. Aquesta donació tenia una finalitat doble: una espiritual (crear un focus de cristianització en terres conquerides als sarraïns) i una econòmica (conrear terres ermes i abandonades). El nou monestir havia de ser un lloc de treball i oració. Per tant, l'any 1151 un petit grup de monjos va arribar a Poblet i el 1153, un cop conquerits els últims reductes sarraïns de Prades i Siurana de Prades, dotze monjos van prendre possessió de les terres. S'acabava d'establir la comunitat. La nova comunitat van començar la construcció de l'església, que seguint la tradició mariana de l'Orde, va ser consagrada a Santa Maria.
El patrimoni inicial del monestir es va incrementar amb noves donacions del mateix Ramon Berenguer IV, així com d'hisendats i senyors que cedien béns i terres a la comunitat a canvi de ser considerats «familiars» del monestir, participar dels béns espirituals i ser-hi enterrats. El senyoriu de Poblet va arribar a ser el més extens de Catalunya, després del dels ducs de Cardona. Incloïa sis baronies (l'Abadiat, Prenafeta, la Segarra, L'Urgell, Algerri, les Garrigues i la de Quart de Poblet a València), trenta-quatre pobles i trenta-set llogarets, diverses granges i cinc priorats, així com beneficis en diverses esglésies. A més incloïa drets de pastura per als ramats a la Cerdanya i el Berguedà, i de pesca a Empúries i a l'estany de la Pineda, a prop de Salou (aquest darrer dret és important, si tenim en compte l'abstinència de carn de l'Orde).
El rei Alfons el Cast (1172-1196) va fer nombroses donacions per a les obres i va ser una peça clau per al futur del monestir, fins al punt que va decidir ésser enterrat a Poblet i, a la seva mort, va lliurar al monestir la seva corona reial i les terres reials de Vinaròs i Palomera (Lleida). El seu net, Jaume el Conqueridor, va continuar engrandint el monestir. El 1232 va revocar la seva decisió prèvia de ser enterrat a Sixena (Aragó) —lloc de sepultura del seu pare Pere el Catòlic— i va optar per Poblet. A més, en el seu testament, va lliurar al monestir cinc mil morabatins, la seva cinta d'or, vuit-cents quilograms en coberts de plata, pedres precioses i anells, i la seva capella oratòria personal. A més, va fer-li donació de moltes possessions, viles i castells, en part fruit de les seves conquestes.
Ponç de Copons, abat de Poblet entre el 1316 i el 1348, va promoure importants remodelacions al monestir i en aquest període es va construir el cimbori (anterior a 1339), les voltes de la nau del sud i les capelles orientades al nord de l'església. Han quedat traces d'aquelles transformacions amb la presència del seu emblema: un copó.
El rei Pere el Cerimoniós el va protegir, enriquir i va convertir-lo en símbol de la dinastia i del mateix estat, alhora que va voler tenir una fortalesa entre Lleida i Tarragona. Amb aquesta intenció, el va fortificar, aixecant-hi muralles amb dotze torres de defensa i portals de fàcil protecció, i va tenir la ferma voluntat d'acabar definitivament les obres de construcció del cenobi. Va regalar la seva col·lecció de llibres d'història a la biblioteca del monestir amb la condició que s'hi esculpís el seu escut amb les armes reials. Va enterrar-s'hi i va fer-ne el panteó de la Corona d'Aragó. El seu fill, Martí l'Humà, també va residir-hi sovint i s'hi va fer construir un Palau, situat a l'entrada del recinte emmurallat, vora la monumental Porta Reial.
Els reis de la dinastia Trastàmara també van cedir privilegis a Poblet i van fer-li nombroses donacions. Així, el rei Ferran d'Antequera va visitar Poblet diverses vegades i va recordar-se'n en el seu testament. El seu fill, Alfons el Magnànim, va enviar des de Nàpols dos cofres amb ornaments per a l'església i va atorgar-li una assignació anual de cent florins d'or.

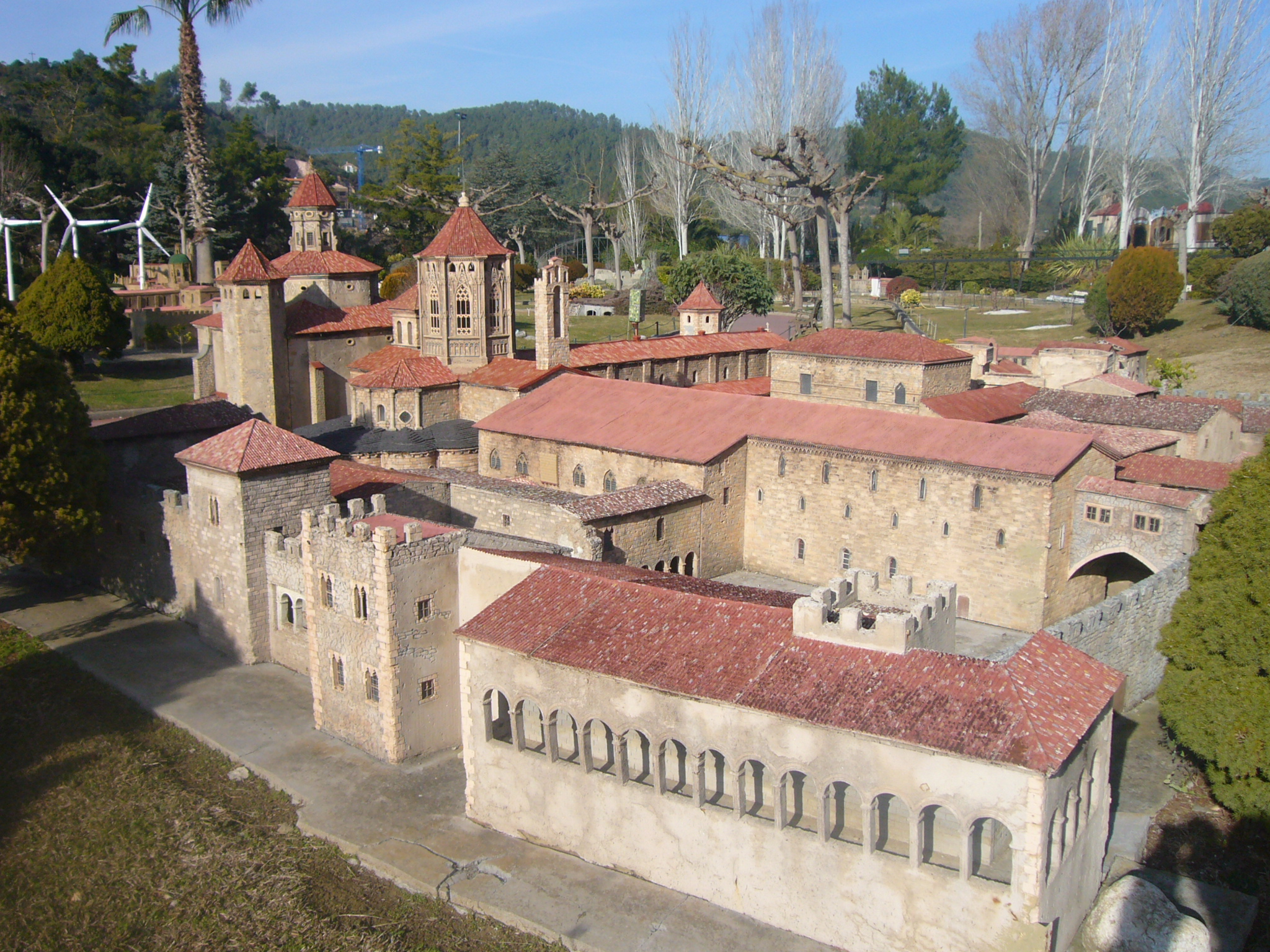
Maqueta de Poblet a Catalunya en Miniatura

El rei Joan II va fer enterrar el seu fill, Carles de Viana, a Poblet, així com les seves esposes. En quedar vidu per segona vegada, va donar al monestir cent sous anuals per celebrar una missa perpètua, i en el seu fastuós enterrament es van haver d'empenyorar les seves joies. Va ser l'última sepultura reial a Poblet, ja que el seu successor, Ferran el Catòlic, ja no hi és enterrat. Tot i això, el Rei Catòlic fou un gran benefactor del monestir i, el 1509, li va donar el santuari del Tallat com a priorat.
La noblesa catalana també va fer donacions al monestir i, en un bon nombre de casos, va decidir enterrar-s'hi. Entre les nissagues nobiliàries que van tenir el panteó familiar a Poblet destaca la dels ducs de Cardona, que a l'època moderna van exercir de patrons del cenobi.
Al llarg dels segles, Poblet fou un important nucli de poder temporal, protegit tant pels reis de la Corona d'Aragó com pels nobles catalans, que va actuar com un potent senyor feudal fins a la fi de l'Antic Règim. Exageradament, però també significativament, es deia que el seu abat podia desplaçar-se des dels Pirineus fins a València sense sortir dels propis dominis. En efecte, gràcies a les donacions de reis i nobles, el cenobi va arribar a tenir, en el seu moment de màxima esplendor (segles xiv i xv), jurisdicció sobre set baronies i setanta pobles i llogarets, i facultat per nomenar batlles d'una desena de viles. A més, Poblet va arribar a tenir una certa influència i pes polític, destacant els abats Juan Payo Coello i Francesc Oliver de Boteller, els quals foren presidents de la Generalitat als segles xv i xvi. Poblet també va ser un focus de cultura, amb una rica biblioteca, engrandida pels monarques i pels ducs de Cardona (Pere Antoni d'Aragó), i un escriptori per a la còpia de llibres. D'entre els volums que van sortir-hi destaca el manuscrit més antic dels conservats de la Crònica de Jaume I, fet copiar per l'abat Copons el 1343.

### Segles de malaurades vicissituds

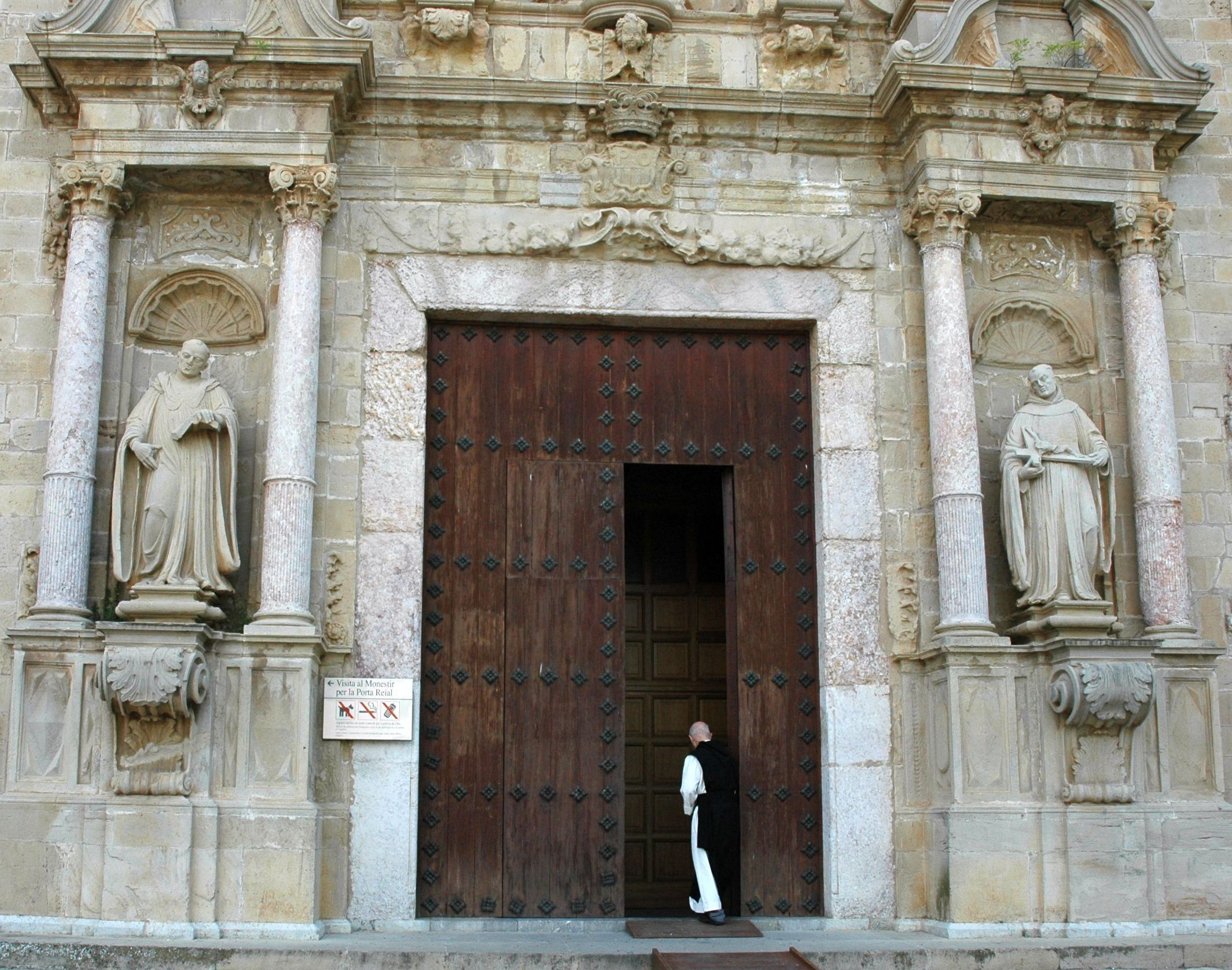
Entrada d'estil barroc a l'església

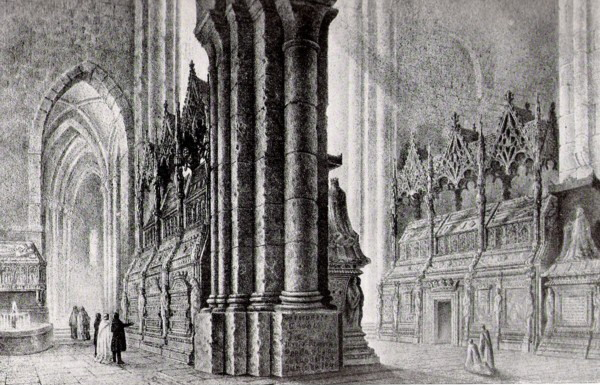
Litografia de Parcerisa de 1839

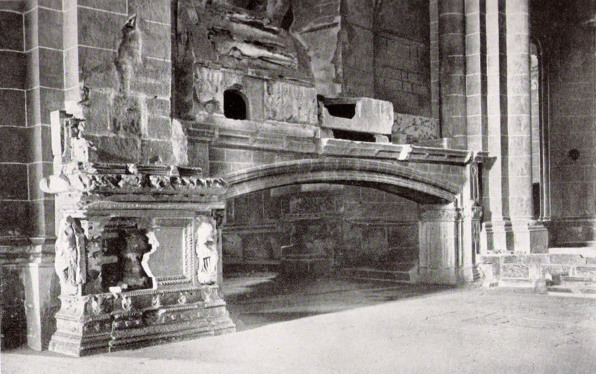
El Panteó Reial destruït al

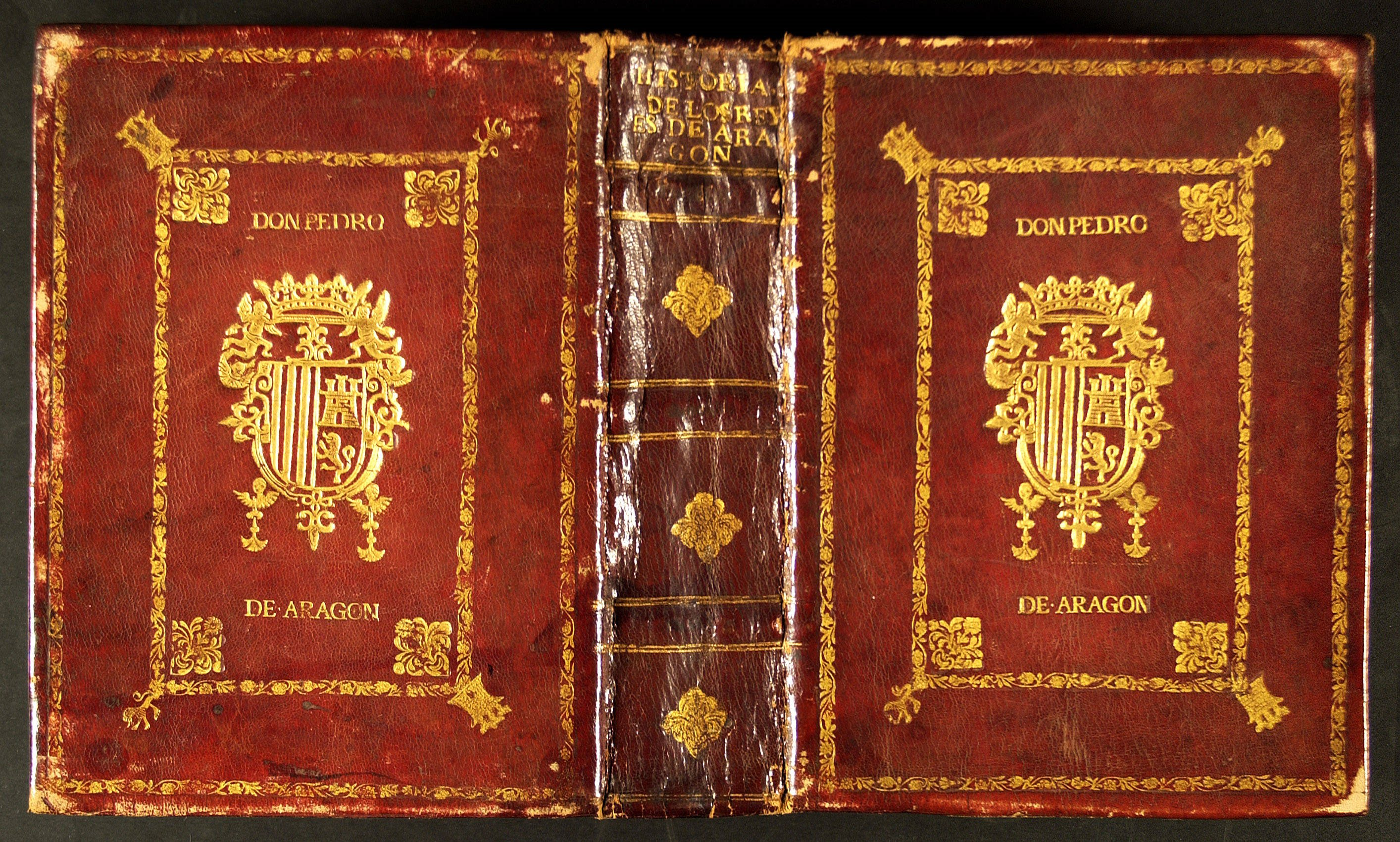
Un llibre de la Biblioteca del Monestir, dispersada arran l'exclaustració

Durant la Guerra de Successió, Poblet va donar suport al pretendent de la casa d'Habsburg, davant la por a l'absolutisme dels Borbons francesos. Una vegada l'aspirant Borbó va ser coronat rei amb el nom de Felip V, el cenobi va passar per una situació delicada.
El 1809 el monestir fou saquejat pels francesos i el 1811 confiscat, però el 1813 els monjos s'hi van poder reinstal·lar.
Durant el Trienni Liberal (1820-1823), els anticlericals saquejaren el monestir, que va quedar considerablement danyat, i es van cremar els altars, el cor del segle xvi, l'orgue, les sagristies, l'aixovar sagrat, les imatges i els bancs de fusta; les tombes reials, en canvi, es van respectar. El Palau de l'Abat Copons i les granges dependents del monestir van ser saquejades.
La fi del període anticlerical del Trienni i l'inici de la Primera Guerra Carlina, el 1834, van culminar amb nous atacs als béns de l'Església, que havia pres partit en bloc pels carlins. Poblet no fou una excepció. El 1835 es produí l'exclaustració dels cinquanta monjos, onze conversos i onze novicis de Poblet i la venda de totes les seves propietats. El monestir va passar a mans de l'Estat i va restar abandonat a mans de saquejadors i destructors.
Els saquejadors van buscar els tresors que creien amagats pels monjos al monestir. En conseqüència, van trencar les parets laterals dels sarcòfags a la recerca de les suposades joies reials i van quedar escampades pel terra de l'església les despulles de Jaume I, Pere el Cerimoniós, Joan I i les esposes d'aquests últims. Altres tombes també van ser obertes, però els cossos no van ser extrets dels sarcòfags. Fins dos anys més tard (1837) no va ser concedit permís al rector de l'Espluga de Francolí, Antoni Serret, per recollir les restes escampades dels monarques. Ell i els seus col·laboradors les van embolicar i les van traslladar en carro fins a l'església de l'Espluga, on es guardaren juntament amb les d'una vintena més de membres de la casa reial d'Aragó. El 1841, davant l'espoli i saqueig imparable de Poblet, principalment per la gent dels pobles del voltant, Josep Criviller i Mn. Serret van rescatar els cossos que encara descansaven a les tombes, entre els quals els d'Alfons el Cast i Ferran d'Antequera. L'ajuntament de l'Espluga de Francolí va decidir col·locar les restes en caixes; les de Jaume I foren dipositades en una caixa de fusta de noguera i la resta en set caixes de pi. La ciutat de València va intentar aconseguir la custòdia de les despulles de Jaume I, però el 1843 van ser traslladades a la catedral de Tarragona, on es va construir un monument funerari per al Conqueridor.
El monestir va ser saquejat a consciència, convertit en pedrera dels pobles pròxims i a mercè de qualsevol que s'hi acostés. La Comissió de Monuments de la Província de Tarragona, organisme responsable del monestir des del 1857, no va millorar-ne la situació, car la rapinya va ser emparada pel funcionariat local i pel mateix governador civil, arribant-se a donar llicències per a la recerca de suposats tresors amagats pels monjos; llegendes facilitades per l'antic esplendor del cenobi. Els governs espanyols es van mostrar greument negligents amb la protecció del monument, a diferència del que es va fer amb altres panteons reials castellans. De fet, Poblet no va ser reconegut com a 'monument nacional' fins al 1921, després de la visita del rei Alfons XIII, que, referint-se a l'estat de conservació del monestir, va declarar que era «una vergonya nacional» i es va comprometre a promoure'n la restauració.

### Restauració
Poblet va viure en aquesta situació de protecció incerta durant gairebé un segle, amb obres de consolidació i poc més. Però el clam pel redreç d'aquest estat de coses, com a símbol històric i nacional que era el cenobi, va ser creixent entre una part de la intel·lectualitat, fins que el 1930 començà la restauració en ferm amb el patrocini del Patronat de Poblet, presidit per Eduard Toda i Güell, autèntica ànima de la recuperació del monestir. El 1935 van tornar a Poblet les suposades restes mortals del príncep Carles de Viana. El 1940, després de llargues negociacions interrompudes per la Guerra Civil, s'hi va reinstal·lar una comunitat de monjos cistercencs, els primers des de feia 105 anys. El 1945 es creà la Germandat de Poblet, per part del pare Bernat Morgades, i, finalment, les despulles de Jaume el Conqueridor i dels altres monarques van retornar-hi el 4 de juny de 1952, després de la restauració dels sepulcres efectuada per Frederic Marès sota patrocini del govern espanyol.
La dictadura franquista va explotar aquesta restauració, fins al punt que el mateix Franco va presidir la cerimònia de retorn de les despulles reials, i va atreure per això l'atenció dels grups de la resistència antifeixista, que van intentar infructuosament emparar-se de les despulles de Jaume I, amb la intenció de dipositar-les al monestir nord-català de Sant Miquel de Cuixà com a protesta.
Els reconeixements recents, indicats al principi, coronen un llarg procés de restauració, que ha continuat sense pausa fins a recuperar pràcticament totes les instal·lacions.

## El Panteó Reial i altres sepultures
L'església major de Poblet (Santa Maria) i altres llocs del monestir serviren de lloc d'enterrament de monarques, infants i altres persones de la Corona d'Aragó, de membres d'altres importants nissagues nobiliàries, d'abats i monjos del monestir i d'altres persones destacades.
Entre els dos pilars immediats a l'altar major hi ha el Panteó Reial, situat sobre dos grans arcs rebaixats, un al costat de l'Epístola i l'altre al de l'Evangeli. La resta de sepultures de la família reial estan a la cripta-ossari o repartides per l'interior del temple, com per exemple, la del príncep de Viana, situada a la dreta de l'entrada principal.
Entre les nissagues nobiliàries que escolliren Poblet com a panteó destaca la dels Aragó-Cardona.
La llista elaborada pel gran historiador del monestir Jaume Finestres (1751) és un punt de referència ineludible, i sovint únic, per conèixer la identitat de les persones enterrades al monestir i la ubicació original dels seus sepulcres, molts d'ells mal conservats o fins i tot desapareguts després de les destruccions del segle xix.

### Panteó Reial

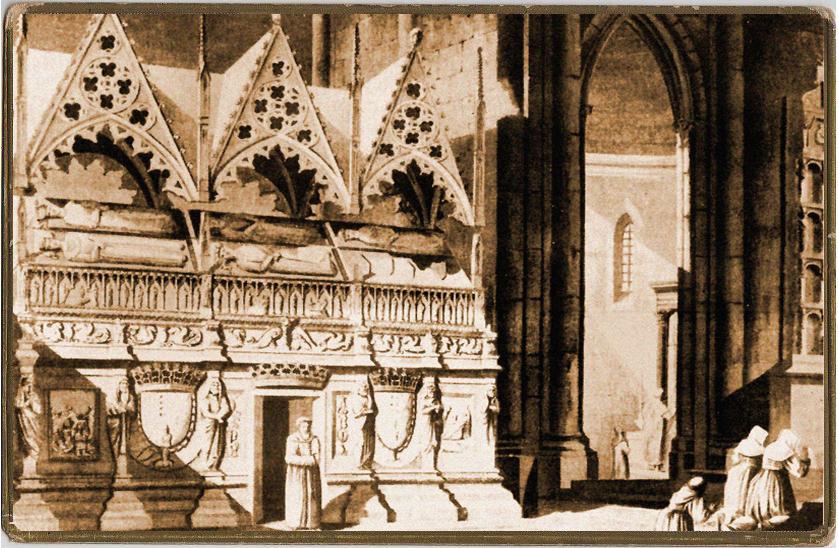
Panteó Reial tal com el va veure Alexandre de Laborde el 1806

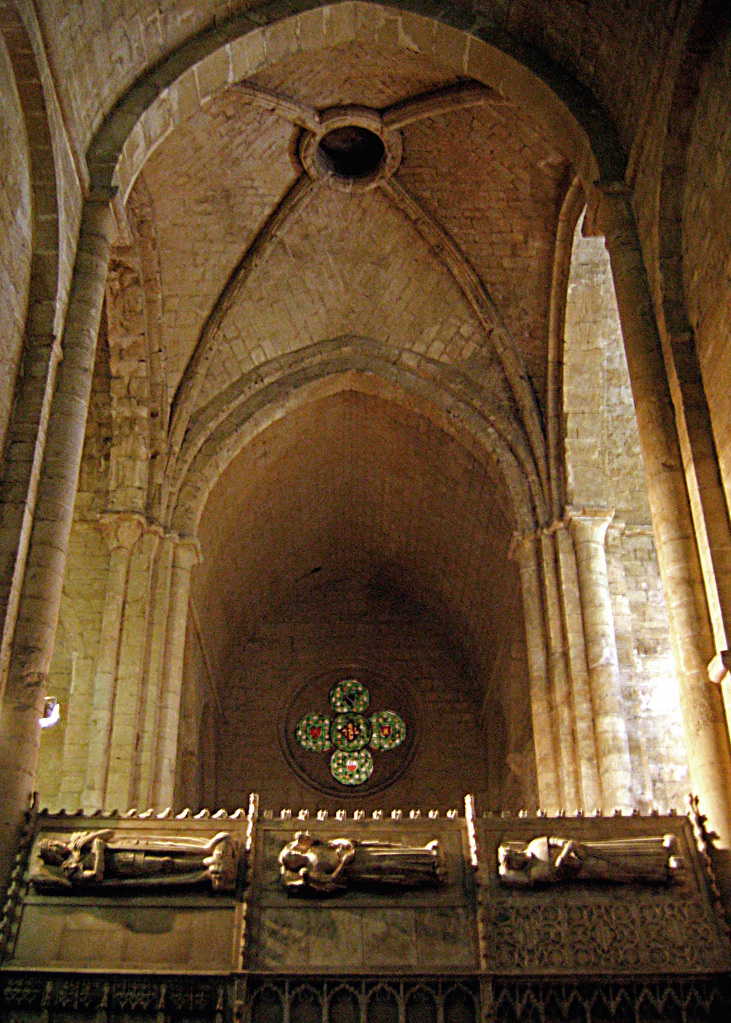
Panteó Reial (nau de l'Evangeli) en l'actualitat. Restauració de Frederic Marès

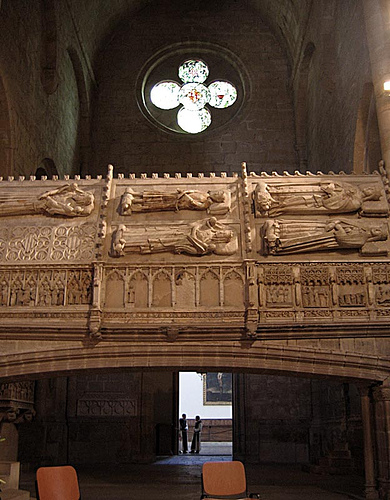
Panteó Reial (nau de l'Epístola), restaurat per Marès

Pere el Cerimoniós, d'acord amb l'abat Copons, decidí l'any 1340 convertir Poblet en panteó oficial del Casal d'Aragó. En els anys següents el rei va encarregar les obres, que seguí de prop, a mestre Aloi, a Jaume Cascalls i també a Jordi de Déu, alguns dels millors escultors del país, que per voluntat del monarca obraren els sepulcres amb el més fi alabastre de Catalunya, el de les pedreres de Beuda. En els magnífics sepulcres, les figures jacents tenien als peus lleons, símbol de força i poder, mentre les reines hi tenien gossos, símbol de fidelitat i lleialtat. Els sepulcres estaven originalment coberts per baldaquins de fusta daurada i decorats, per l'interior, amb una representació del cel i el firmament, que no han estat reconstruïts.
Els sepulcres d'aquest panteó contenen les restes de les següents persones reials:
- Arc del costat de l'Epístola (dret) de l'Altar Major

1. El Rei Alfons el Cast (part de les restes són a Santa Maria de Vilabertran).
2. El Rei Joan el Caçador.
3. Mata d'Armanyac, primera esposa del rei Joan.
4. Violant de Bar, segona esposa del rei Joan.
5. El Rei Joan el Sense Fe.
6. Joana Enríquez, segona esposa del rei Joan.

- Arc del costat de l'Evangeli (esquerre) de l'Altar Major

1. El Rei Jaume el Conqueridor.
2. El Rei Pere el Cerimoniós.
3. Maria de Navarra, primera esposa del rei Pere.
4. Elionor de Portugal, segona esposa del rei Pere.
5. Elionor de Sicília, tercera esposa del rei Pere.
6. El Rei Ferran d'Antequera.

- Fora dels arcs reials

1. El Rei Alfons el Magnànim. (*)
2. El Rei Martí l'Humà.

(*) Traslladat des de Nàpols per Pere Antoni d'Aragó el 1671.

### Altres tombes reials

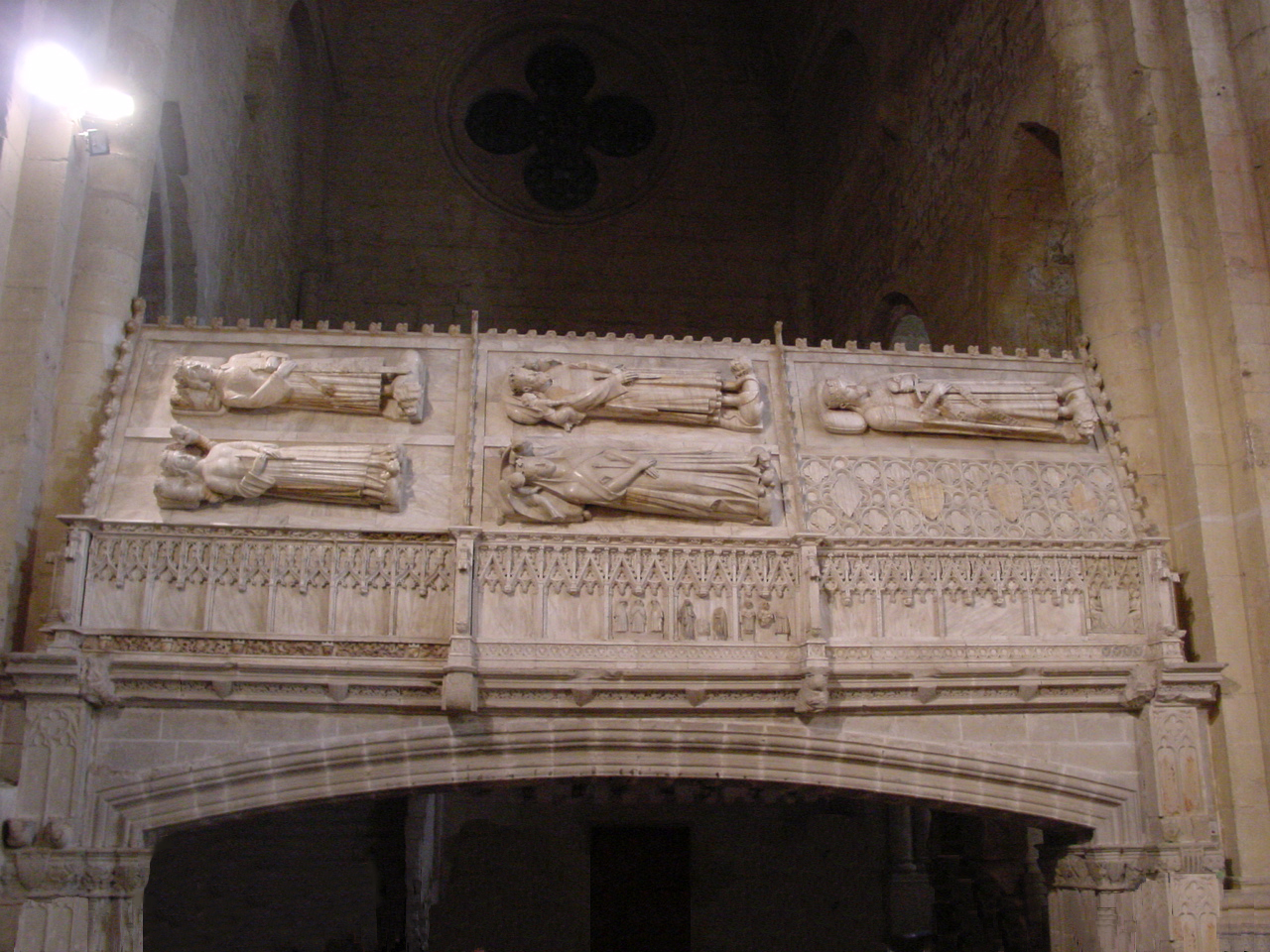
Panteó Reial (costat de l'Evangeli) en l'actualitat. Restauració de Frederic Marès

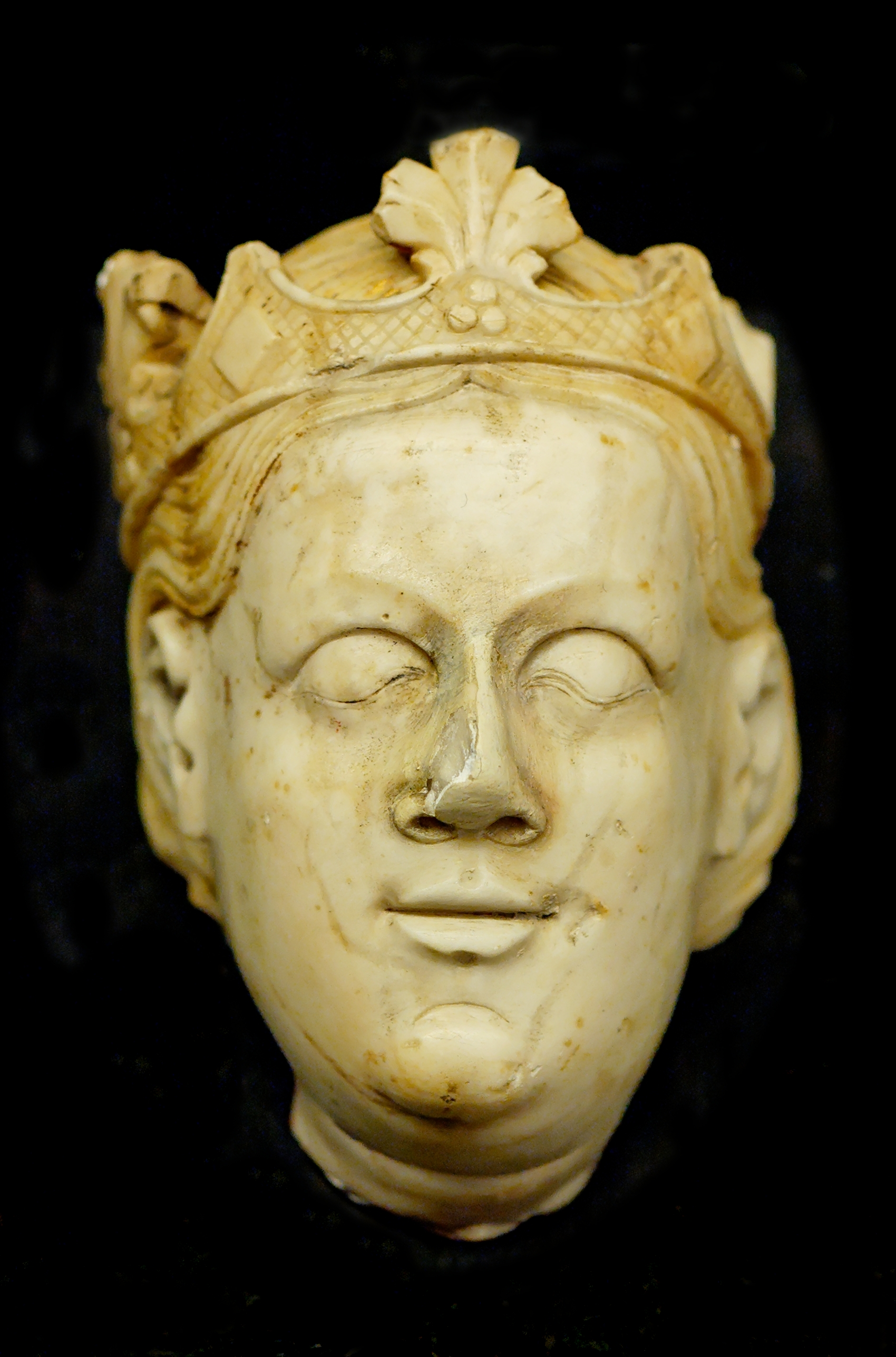
Fragment procedent del Panteó Reial de Poblet, obra de Jordi de Déu (Musée National du Moyen Age, París)

- Pere d'Aragó, infant d'Aragó, fill del rei Pere II el Gran.
- Joana de Foix, esposa de l'infant Pere d'Aragó, comte de Ribagorça i de Prades.
- Joana d'Aragó, filla del rei Pere III i esposa del comte Joan I d'Empúries.
- Altres quatre infants, fills del rei Pere III
- Joana d'Aragó, filla del rei Joan I i esposa del comte Mateu I de Foix.
- Quatre infants més, fills del rei Joan I.
- Maria de Luna, reina d'Aragó, primera esposa del rei Martí I.
- Pere d'Aragó, duc de Noto, fill del rei Ferran I. (*)
- Enric d'Aragó, comte d'Empúries i senyor de Sogorb, fill del rei Ferran I, amb les seves esposes Caterina de Castella i Beatriu Pimentel.
- Beatriu d'Aragó, filla del rei Ferran I de Nàpols, reina d'Hongria, esposa de Maties I d'Hongria i de Ladislau II d'Hongria. (*)
- Maria d'Aragó, filla del rei Joan II.
- Carles de Viana, príncep de Girona i de Viana, fill del rei Joan II.
- l'infant Joan d'Aragó, príncep de Girona, fill del rei Ferran II.
- Alfons d'Aragó, duc de Vilafermosa i comte de Ribagorça, fill il·legítim del rei Joan II d'Aragó.
- Enric d'Aragó, net del rei Joan II d'Aragó.[11]

(*) Traslladats des de Nàpols per Pere Antoni d'Aragó el 1671.
Més tard hi fou sebollit Carles Pius d'Habsburg-Lorena i Borbó, príncep de Toscana i, entre 1943 i 1953, pretendent carlí al tron d'Espanya amb el nom de Carles VIII.

### Panteó dels Aragó-Cardona
El llinatge dels Aragó-Cardona, descendent dels Trastàmara catalanoaragonesos, també ubicà els seus panteons familiars a l'església de Poblet. Aquest panteó, del segle xvii, estava situat originalment sota els arcs del Panteó Reial, però amb la restauració les seves restes, molt malmeses, foren traslladades a la capella anomenada de les relíquies. En aquest panteó foren sebollides les següents persones:
- Alfons d'Aragó i Sicília, besnet del rei Ferran d'Antequera, i la seva esposa Joana III de Cardona.
- Guiomar d'Aragó, rebesneta del rei Ferran.
- Alfons d'Aragó i Cardona, rebesnet del rei Ferran.
- Joan d'Aragó i Sicília, besnet del rei Ferran.
- Enric Folc de Cardona i la seva segona dona Catalina Fernández de Córdoba-Figueroa y Enríquez de Ribera.
- Lluís Folc de Cardona, comte de Prades i la seva esposa Ana Enríquez de Cabrera.
- Pere Antoni d'Aragó.
- Joaquim d'Arago, duc de Cardona i la seva mare M. Teresa de Benavides.
- Caterina d'Aragó.
- Luis Francisco de la Cerda y Aragón.
- Francesc Pau de la Cerda.
- Ana Fernández de Córdoba, duquessa de Feria.
- Diego Fernández de Córdoba i la seva esposa Joana Folc i Aragó, amb els seus fills Brianda, Magdalena i Francesc.
- Enric d'Aragó, Infant Fortuna, i la seva esposa Guiomar de Portugal.
- Ambrosi d'Aragó i Sandoval.
- Antoni d'Aragó Castro, canonge de Córdoba.
- Francesc Ramon I d'Aragó i de Cardona i Ángela de Cárdenas.
- Vicenç d'Aragó i Cardona.

### Investigació científica als panteons
La profanació dels sepulcres, les circumstàncies del salvament i els trasllats del segle xix han fet que la gran majoria de les restes humanes conservades al Panteó Reial no hagin pogut ser identificades amb seguretat, tret de les d'alguns monarques. Des de la reinstal·lació de les despulles reials als sepulcres restaurats l'any 1952 no s'hi ha efectuat cap estudi.
El panteó dels Aragó-Cardona, en canvi, ha estat objecte d'un recent estudi antropològic i de tasques de neteja i restauració. Aquest estudi ha determinat que les restes conservades estan constituïdes per, com a mínim, 104 individus: 6 nens menors de 12 anys, 4 joves, 74 adults, 10 persones d'edat madura i 10 ancians. Molts dels ossos demostren que van estar exposats algun temps a l'aire lliure, circumstància que els va deteriorar de forma notable. Igualment, s'ha notat que hi ha molt pocs ossos petits, cosa que fa suposar que hi hagué una selecció d'ossos quan es van recollir després dels saquejos del segle xix (vegeu Enllaços externs).

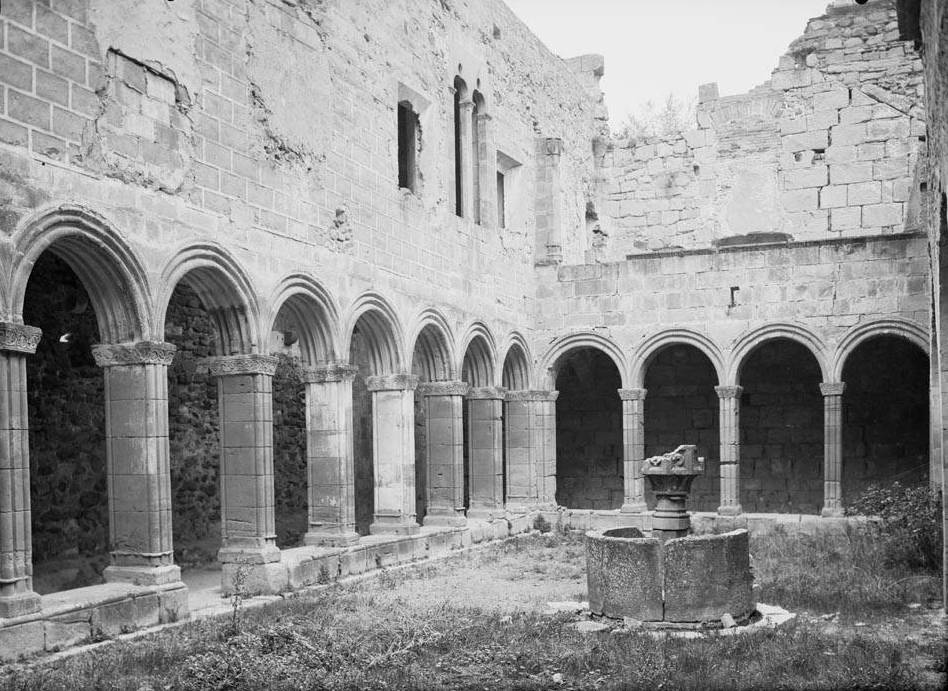
Claustre romànic del Monestir (entre 1890 i 1910)

## Claustre Major
El claustre major, gòtic, del monestir de Poblet va ser construït el 1313 per ordre de Jaume II, per substituir-ne un de més antic, d'estil romànic, del qual es conserva el templet hexagonal del lavatori. Les obres de construcció es van allargar fins a principis del segle xvi.

## Arxiu i Biblioteca de Poblet
Dins del Monestir de Poblet es troba un important fons documental recollit a l'Arxiu i Biblioteca de Poblet. El fons és el testimoni dels privilegis, títols i drets del cenobi, i també de les efemèrides de la seva vida. Des que es va fundar, els monjos creaven i conservaven els documents. A més, també es poden trobar l'Arxiu Montserrat Tarradellas i Macià i l'Arxiu de la Casa Ducal de Medinaceli a Catalunya situats al Palau de l'Abat, a l'exterior del recinte de Poblet. Darrerament, també hi han estat cedits els arxius del periodista Carles Sentís.
El que es va poder salvar de l'arxiu propi del monestir es conserva a l'Archivo Histórico Nacional (Madrid) des de la desamortització de Mendizábal (1836).

## Bosc de Poblet
El Paratge natural de Poblet és al vessant nord de les muntanyes de Prades i correspon a la capçalera del riu Francolí. Ha estat declarat Paratge Natural d'Interès Nacional (PNIN) per la Generalitat de Catalunya. A banda de la riquesa monumental i cultural del monestir de Poblet, aquest espai disposa de molts valors naturals. Ofereix moltes possibilitats de fer excursions i caminades o simplement de passejar fruint del paisatge i gaudint d'una cinquantena de fonts naturals, moltes d'aigua ferruginosa.

## Llegendes de Poblet
El llegendari de Poblet fou recollit per Jaume Ramon i Vidales (1910), Eduard Toda i Güell (1922 i 1935), Joaquim Guitert i Fontserè (1937), Manuel de Montoliu (1945), Joan Amades (1947) i Eufemià Fort i Cogul (1979). Destaquen les següents:

### Llegenda de la fundació del monestir

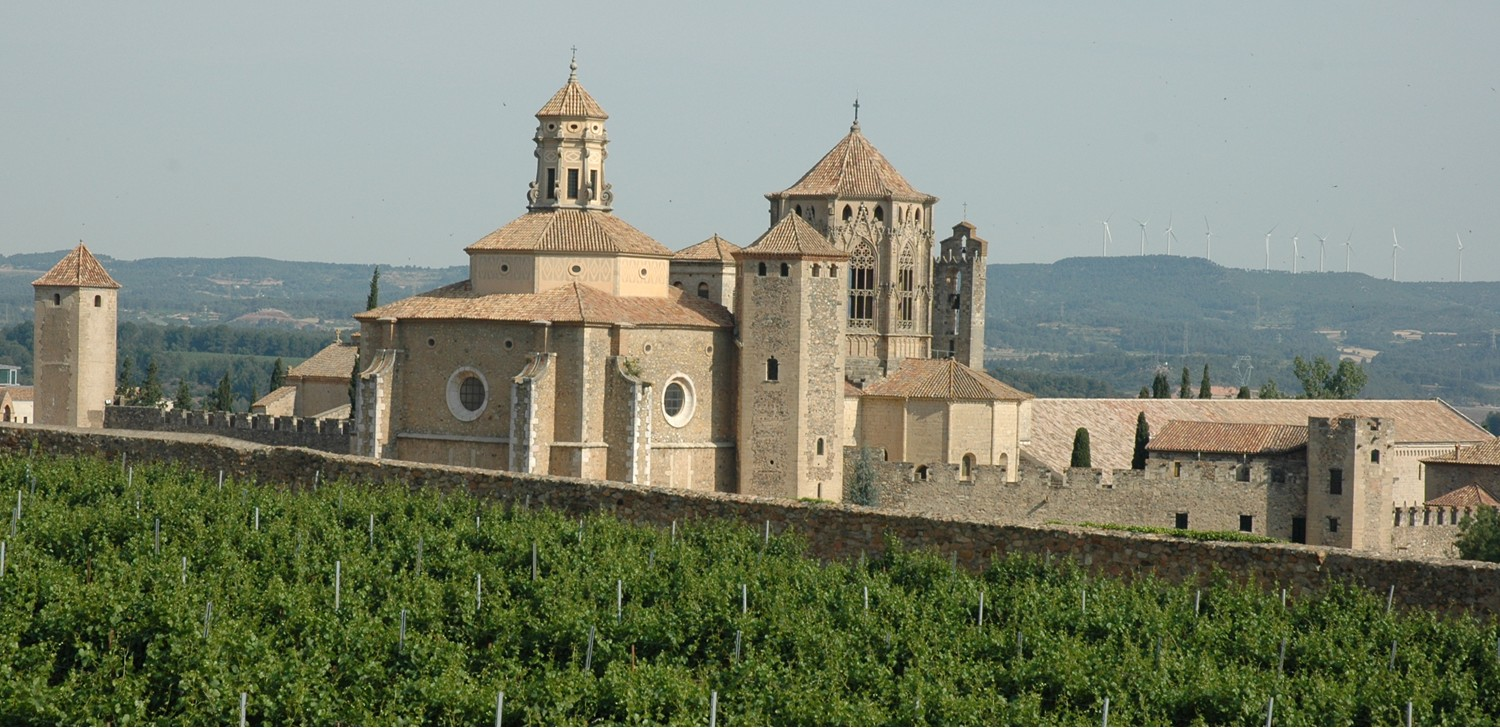
Vista del monestir, amb la muralla en primer terme

Al segle xii es va instal·lar en una vella ermita petita i mig ruïnosa en un bosc al peu de les muntanyes de Prades un sol ermità, de nom Poblet. El rei moro de Siurana de Prades, Almemoniz, propietari de les terres, el va fer presoner tres cops, però tres cops el vell ermità va desaparèixer miraculosament de la presó. El musulmà, desconcertat, va pensar que era un missatge diví. Així que va prohibir als seus homes molestar el monjo per tal que pogués resar en pau.
El rei moro de Lleida se'n va assabentar i ho va considerar una mostra de feblesa. Aleshores va enviar un escamot de soldats que el van capturar i el van tancar a una masmorra. Però Poblet va escapar-se tres cops més d'aquella presó lleidatana. Així, el rei moro de Lleida també li va concedir la llibertat a l'ermità.
El comte Ramon Berenguer IV es va posar secretament en contacte amb Poblet, i li va demanar ajuda en la reconquesta d'aquelles terres als musulmans. L'ermita del monjo Poblet va servir de base des d'on atacar el reialme moro de Siurana. Els cristians van aconseguir vèncer i foragitaren els sarraïns.
Ramon Berenguer IV, agraït a Poblet, volia reconstruir de nou aquella ermita i engrandir-la. Va demanar a dotze monjos cistercencs procedents de l'Abadia de Fontfreda que s'instal·lessin allí sota la tutela del nou abat Poblet, que també va donar nom al monestir. Així acaba la llegenda i comença la història del Monestir de Poblet

### Llegenda del rei i l'abat
Conta una llegenda que, durant un viatge a Barcelona, el rei Felip I d'Aragó va passar la nit a Arbeca. Tal com era costum, va enviar un missatger al lloc on dormiria la nit següent, en aquella ocasió el Monestir de Poblet, per tal d'avisar el seu amfitrió.
Quan va arribar el missatger, va demanar per l'abat de Poblet, en aquells dies Francesc Oliver de Boteller (en aquell moment president de la Generalitat de Catalunya). Quan li va comunicar que venia de part del rei d'Espanya, li digué: «No el conec!». El missatger no entengué res, com gosava un monjo enfrontar-se amb el monarca més poderós del món? Novament li comunicà que l'endemà arribaria el rei, però l'abat Oliver novament exclama: «No el conec!».
El missatger va retornar a Arbeca, on sojornava Felip II. El servent va entrar a la cambra reial i, amb la mirada baixa i temorosa, va explicar al rei els fets succeïts amb l'abat de Poblet. El rei Felip es va limitar a dir: «Demà, de bon matí, torna-hi i anuncia l'arribada del comte de Barcelona».
L'endemà el missatger va trucar a la porta de Poblet i va demanar per l'abat, al qual li va dir: «Us anuncio l'arribada per demà de Sa Majestat el comte de Barcelona». L'abat va respondre solemnement: «Les portes del monestir s'obriran de bat a bat per rebre'l amb tots els honors que li corresponen». L'abat Oliver va fer recobrir els poms de la porta amb or, és per això que se l'anomena Porta Daurada.

### Llegenda de l'abat de Poblet i l'emperador de la Xina
Conta una llegenda que un dia el rei Jaume rebé un missatge de l'emperador de la Xina. En tractar-se d'algú tan important, volgué enviar-hi algú de confiança. És per això que envià l'abat de Poblet a l'Extrem Orient.
Un cop arribat al palau imperial, el governant xinès li mostrà totes les riqueses i saviesa que tenia al reialme. El pare abat, veient la poca humilitat de l'emperador, volgué donar-li una petita lliçó:
—Heu de saber, senyor emperador, que el rei Jaume, mon senyor, viu en una ciutat alçada damunt de l'aigua i tota voltada de foc. Aquesta ciutat està feta amb ulls de serp i fetges de vedella i la van construir els galls i els conills. Heu de saber, també, que la tal ciutat està governada per porcells i que els morts es passegen pels carrers. La tal ciutat és un riu damunt del qual hi ha un pont i per damunt del pont pasturen més de cent mil caps de bestiar.
L'emperador quedà bocabadat. Es diu que l'abat li havia explicat la ciutat de Barcelona de forma enigmàtica i fantàstica;
- alçada damunt de l'aigua (segons la tradició, Barcelona està construïda damunt d'una rambla o riera anomenada Riu de Sota o de Sta. Eulàlia).
- voltada de foc (les muralles de la ciutat estaven fetes de pedra de foguera de Montjuïc).
- feta amb ulls de serp i fetges de vedella (els edificis més antics estaven fets d'un granit anomenat popularment ulls de serp o fetge de vedella).
- la van construir els galls i els conills (dues importants famílies de constructors de l'època eren els Gall i els Conill).
- governada per porcells (una antiga tradició medieval qualificava els barcelonins de porcells i la ciutat era governada pel Consell de Cent, format per nobles barcelonins —o nobles porcells).
- els morts es passegen pels carrers (hi havia una família prestigiosa anomenada Mor).
- és un riu damunt del qual hi ha un pont (Barcelona, en estar construïda damunt la llera d'un riu, faria de pont imaginari).
- per damunt del pont pasturen més de cent mil caps de bestiar (per tota la superfície de la ciutat cabien, ben bé, cent mil caps de bestiar).

Es diu que aquest enigma, que deixà bocabadat l'emperador xinès, és l'origen de l'expressió catalana enganyar com un xino.

### Llegenda de fra Pere Marginet i el Dimoni
Vegeu Fra Pere Marginet.

## Abats de Poblet
- Llista d'abats de Poblet

## Monjos de Poblet

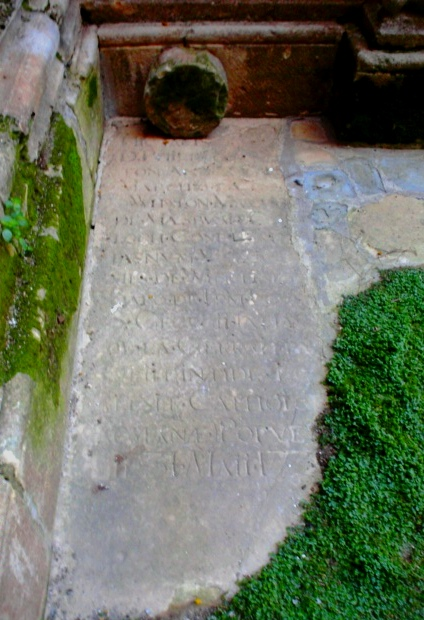
Làpida del Duc de Wharton (Philip Wharton), darrere l'església de Poblet.

- Guillem de Cervera (?, 1156 - Poblet, 1244).
- Pere Marginet (Vallclara o l'Albi, ? - Poblet, 1435).
- Mateu Fletxa el Vell (Prades, 1481 - Poblet, 1553).
- Jaume Finestres i de Monsalvo (Barcelona, 1691 - Poblet, 1769).
- Philip Wharton (?, 21 de desembre de 1698 - Poblet, 31 de maig de 1731).
- Agustí (Lluís) Altisent i Altisent (Santa Coloma de Queralt, 1923 - Poblet, 2004), historiador del monestir i escriptor.